# 吉澤-蘭德列特系統

用吉澤-蘭德列特系統表示的紙鶴摺紙步驟圖。

吉澤-蘭德列特系統（英語：Yoshizawa–Randlett system）是一種摺紙圖解系統，專門用來描述摺紙模型的摺疊過程，是一種摺紙步驟圖的表達系統。在許多摺紙書籍中，首先都會介紹一些基本的摺紙技巧，這些技巧是構建摺紙模型的基礎。不同書籍可能會使用不同的摺紙步驟圖的表達系統，通常會在書籍的首章或附錄介紹，如無特別說明則通常默認為吉澤-蘭德列特系統。此外，有幾種常用的標準基本形狀，通常作為摺紙的第一步。根據製作過程中所需技巧的複雜程度，摺紙模型通常被分為初、中或高級難度。

## 歷史
摺紙圖解這個概念首次出現於1797年的《祕傳千羽鶴折形》，這本書是歷史上第一本專門談論摺紙的書籍。初期的摺紙圖解非常模糊，通常只展示摺疊完成後的成品，使得摺紙者對整個創作過程一頭霧水。
隨後的摺紙書籍試圖透過各種方式，如繁複的符號系統或是每一步驟的照片和素描，來精準地展示摺紙的過程。然而，這些方法都無法完整涵蓋所有摺紙模型，因此都未能廣泛流行。
到了1950至60年代，日本摺紙大師吉澤章提出了一套革命性的摺紙圖解系統。他在1954年發表的《新摺紙藝術》（新らしいおりがみ芸術）中首次介紹了這套系統，其中運用了點線和虛線來分別代表山折和谷折，並融入了如「吹氣」和「圓形」等新符號。這套方法引起了塞繆爾·蘭德列特和羅伯特·哈賓的注意，他們又增加了如「旋轉」和「放大」等符號，並將其定為標準。吉澤-蘭德列特系統於1961年首次在蘭德列特的《摺紙藝術》（Art of Origami）中被詳細介紹，並迅速成為全球摺紙界的通用標準，至今仍被廣泛使用。

## 摺紙符號
吉澤-蘭德列特系統的摺紙符號廣泛出現於市售大部分摺紙書籍中的摺紙步驟圖。在吉澤-蘭德列特系統中，摺紙符號有兩種主要：線條和箭頭。箭頭通常代表摺紙時如何將紙彎曲或移動；而線條顯示各種類型的邊緣：
- 粗線代表紙張的邊緣
- 虛線表示谷折。 紙張在自身前方折疊。
- 虛線和點線顯示山折（每個破折號可能有一個或兩個點，取決於作者）。 將紙張向後折疊，這通常是透過將紙張翻過來，折疊谷折，然後再次將紙張翻過來來完成的。
- 一條細線代表先前折疊使紙張產生摺痕的位置。
- 以虛線表示隱藏在先前折疊後隱沒於紙張後面的部分，或有會用虛線來代表尚未完成的折疊。

- 谷折[3]
- 山折[3]
- 打摺痕（谷折）[3]
- 翻面[3]

本文展示了相當的常見吉澤-蘭德列特系統之摺紙符號。段摺
通常使用兩個成一定角度的摺痕來表達。中分摺通常用於製作腳或鳥頭。

## 外部連結
- OrigamiTube.com YouTube styled website with user submitted content (videos) on origami.
- www.folds.net/tutorial Folds.net Guide to paperfolding – Instructions on the Web （页面存档备份，存于） is laid out in a similar order to this tech tree. It has pictures of simple models at the start, and pictures of complicated models at the end.
- An article on "Origami Diagramming Conventions （页面存档备份，存于） by Robert J. Lang.
- HappyFolding.com （页面存档备份，存于） Site featuring instructional origami videos, an origami dictionary, etc.